# Bazré
Bazré est une localité du centre-ouest de la Côte d'Ivoire, et appartenant au département de Sinfra, dans la Région de la Marahoué. La localité de Bazré est un chef-lieu de commune. Elle compte 21 villages dont 6, qui appartiennent aux autochtones gouro. Ce sont Gonfla, Bazré Bounafla, Bendefla, Gohouo, Koadi. La langue parlée est le sian.
On y retrouve une importante diversité de populations. On y cultive le cacao, le café, la banane, l'arachide, le coton.